# Verzar
Verzar (cirill betűkkel Верзар, bolgárul Верзар (Verzár)) egy falu Szerbiában, a Piroti körzetben, a Dimitrovgradi községben.

## Népesség
- 1948-ban 360 lakosa volt.
- 1953-ban 302 lakosa volt.
- 1961-ben 211 lakosa volt.
- 1971-ben 135 lakosa volt.
- 1981-ben 75 lakosa volt.
- 1991-ben 32 lakosa volt
- 2002-ben 9 lakosa volt, akik közül 8 bolgár (88,88%).